# Karsewo (przystanek kolejowy)
Karsewo – dawny przystanek kolejowy (Gnieźnieńska Kolej Wąskotorowa) w Karsewie, w województwie wielkopolskim, w Polsce. Oddany do użytku w 1884 roku.